# Argumentation Mining
Argumentation Mining (auch Argument Mining) ist ein Forschungsbereich innerhalb des Natural Language Processing (natürliche Sprachverarbeitung). Das Ziel ist es, aus Texten in natürlicher Sprache automatisch Argumentationsstrukturen zu extrahieren, um diese dann mit Hilfe von Computerprogrammen näher analysieren zu können. Zu Argumentationsstrukturen gehören z. B. Voraussetzungen, Folgerungen, das Argumentationsschema, Verknüpfungen zwischen Haupt- und Nebenargument oder Argument und Gegenargument.
Argumentation Mining ist eine Fortsetzung des Text Mining und soll ebenfalls zur Analyse von Big Data verwendet werden.

## Anwendungen
Argumentation Mining bietet großes Potential, um es zur qualitativen Analyse von Inhalten aus Sozialen Medien zu nutzen (z. B. Twitter). Solche Analysen bieten z. B. politischen Entscheidungsträgern oder auch Marketingabteilungen neue Werkzeuge. Erforscht wird die Anwendung von Argument Mining des Weiteren z. B. im Bereich juristischer Dokumente oder bei Online-Debatten zu wissenschaftlicher Literatur und Inhalten von Zeitungsartikeln. Geplante Anwendungen des Argumentation Mining beinhalten z. B. das Information Retrieval und die Informationsextraktion zu verbessern oder komplexe Informationen zusammenfassend oder visuell darzustellen. Transfer-Learning-Ansätze wurden erfolgreich eingesetzt, um die verschiedenen Domainen zu einem domain-agnostischen Argumentationsmodell zu kombinieren.
Argument Mining wurde eingesetzt, um Studierenden individuelle Unterstützung beim Schreiben argumentativer Texte zu geben, indem es den Argumentationsdiskurs in ihren Texten aufgezeigt und visualisiert. Die Anwendung von Argument Mining in einem benutzerzentrierten Lerntool hilft Studierenden, ihre Argumentationsfähigkeiten im Vergleich zu traditionellen Lernanwendungen signifikant zu verbessern.